# インドへの道
『インドへの道』（原題: A Passage to India）は、E・M・フォースターの長編小説。1924年発表。またこれ (A Passage to India) を原作としたデヴィッド・リーン監督、脚本、編集による1984年のイギリス、アメリカ合衆国の映画である。またサンサ・ラマ・ルウ脚色の舞台もベースとなっている。リーンの14年ぶりとなる劇場映画にして遺作である。

## ストーリー
第一次大戦後の英国の植民地インドのチャンドラボアへ、英国娘アデラ・ケステッド（ジュディ・デイヴィス）が婚約者で治安判事のロニー（ナイジェル・ヘイヴァース）を訪ねて来訪する。ロニーの母ムーア夫人（ペギー・アシュクロフト）が同行している。
彼らはインド人医師アジズ（ヴィクター・バナルジー）、インド人哲学者ゴッドボール（アレック・ギネス）、英国人教授フィールディング（ジェームズ・フォックス）と知り合う。だがアデラは、自転車に乗っていてインドの性的な石像群を見てしまい、動揺を覚えて逃げ帰ってくる。またアジズはフィールディングに、アデラの胸が小さいと言い、マンゴーのような胸の娘を紹介してやると言う。
アデラらはアジズの誘いで、マラバー洞窟へ行くが、汽車の出発にフィールディングが遅れてしまい、英国人女性とインド人のアジズだけで行くことになってしまう。二人きりになったアデラとアジズ。アデラはアジズの性生活について質問をするが、その後、洞窟へ入ったアデラは、錯乱状態となってそこから逃げ出す。ここで何が起きたかは原作でも映画でも曖昧に描かれている。
アジズは、後から着いたフィールディングらとチャンドラボアへ戻るが、アデラはアジズに暴行されたと訴えていたため、彼女を山で助けたカレンダー夫人（アン・ファーバンク）の援助による告訴でアジズは逮捕される。
フィールディングとムーア夫人はアジズを信じるが、裁判が始まり、インド人の反英感情が高まる。ムーア夫人は帰国する途上で死去する。だが証言台で、アデラは自身の錯乱からきた妄想だと認め、告訴を取り下げた。フィールディングはいったん帰国するが、数年後戻ってくる。だがフィールディングが手紙で結婚したと書いたため、アジズは相手がアデラだと思い込み反感を抱いている。だが現れたフィールディングの妻は、ムーア夫人の娘のステラだった。アジズは安堵し、英国にいるアデラに手紙を書いた。「正直に証言したあなたの勇気に感謝するのに、長い時間がかかった」。

## キャスト
- アデラ・ケステッド：ジュディ・デイヴィス
- アジズ：ヴィクター・バナルジー
- ムーア夫人：ペギー・アシュクロフト
- ゴッドボール：アレック・ギネス
- リチャード・フィールディング：ジェームズ・フォックス
- ロニー・ヒースロップ：ナイジェル・ヘイヴァース
- ハードリー：アダム・ブラックウッド
- タートン：リチャード・ウィルソン
- アリ：アート・マリック
- アムリトラオ：ロシャン・セス

## 日本語字幕
清水俊二

## 受賞・ノミネート
| 賞                                   | 部門           | 候補                                                                  | 結果       |
| ------------------------------------ | -------------- | --------------------------------------------------------------------- | ---------- |
| アカデミー賞                         | 作品賞         | ジョン・ブラボーン リチャード・ B・グッドウィン                       | ノミネート |
| アカデミー賞                         | 主演女優賞     | ジュディ・デイヴィス                                                  | ノミネート |
| アカデミー賞                         | 助演女優賞     | ペギー・アシュクロフト                                                | 受賞       |
| アカデミー賞                         | 監督賞         | デヴィッド・リーン                                                    | ノミネート |
| アカデミー賞                         | 脚色賞         | デヴィッド・リーン                                                    | ノミネート |
| アカデミー賞                         | 撮影賞         | アーネスト・デイ                                                      | ノミネート |
| アカデミー賞                         | 作曲賞         | モーリス・ジャール                                                    | 受賞       |
| アカデミー賞                         | 美術賞         | Hugh Scaife （装置） Leslie Tomkins （美術） John Box （美術）        | ノミネート |
| アカデミー賞                         | 衣裳デザイン賞 | ジュディ・ムーアクロフト                                              | ノミネート |
| アカデミー賞                         | 音響賞         | Nicolas LeMessurier Michael A.Carter John Mitchell Graham V.Hartstone | ノミネート |
| アカデミー賞                         | 編集賞         | デヴィッド・リーン                                                    | ノミネート |
| ゴールデングローブ賞                 | 外国映画賞     |                                                                       | 受賞       |
| ゴールデングローブ賞                 | 助演女優賞     | ペギー・アシュクロフト                                                | 受賞       |
| ゴールデングローブ賞                 | 監督賞         | デヴィッド・リーン                                                    | ノミネート |
| ゴールデングローブ賞                 | 脚色賞         | デヴィッド・リーン                                                    | ノミネート |
| ゴールデングローブ賞                 | 作曲賞         | モーリス・ジャール                                                    | 受賞       |
| 英国アカデミー賞                     | 作品賞         |                                                                       | ノミネート |
| 英国アカデミー賞                     | 主演男優賞     | ジュディ・デイヴィス                                                  | ノミネート |
| 英国アカデミー賞                     | 主演女優賞     | ペギー・アシュクロフト                                                | 受賞       |
| 英国アカデミー賞                     | 助演男優賞     | ジェームズ・フォックス                                                | ノミネート |
| 英国アカデミー賞                     | 脚色賞         | デヴィッド・リーン                                                    | ノミネート |
| 英国アカデミー賞                     | 作曲賞         | モーリス・ジャール                                                    | ノミネート |
| 英国アカデミー賞                     | 撮影賞         | アーネスト・デイ                                                      | ノミネート |
| ニューヨーク映画批評家協会賞         | 作品賞         |                                                                       | 受賞       |
| ニューヨーク映画批評家協会賞         | 女優賞         | ペギー・アシュクロフト                                                | 受賞       |
| ニューヨーク映画批評家協会賞         | 監督賞         | デヴィッド・リーン                                                    | 受賞       |
| ロサンゼルス映画批評家協会賞         | 助演女優賞     | ペギー・アシュクロフト                                                | 受賞       |
| ボストン映画批評家協会賞             | 主演女優賞     | ジュディ・デイヴィス                                                  | 受賞       |
| ボストン映画批評家協会賞             | 助演女優賞     | ペギー・アシュクロフト                                                | 受賞       |
| カンザスシティ映画批評家協会賞       | 作品賞         |                                                                       | 受賞       |
| カンザスシティ映画批評家協会賞       | 監督賞         | デヴィッド・リーン                                                    | 受賞       |
| カンザスシティ映画批評家協会賞       | 助演女優賞     | ペギー・アシュクロフト                                                | 受賞       |
| ナショナル・ボード・オブ・レビュー賞 | 作品賞         |                                                                       | 受賞       |
| ナショナル・ボード・オブ・レビュー賞 | 監督賞         | デヴィッド・リーン                                                    | 受賞       |
| ナショナル・ボード・オブ・レビュー賞 | 男優賞         | ヴィクター・バナルジー                                                | 受賞       |
| ナショナル・ボード・オブ・レビュー賞 | 女優賞         | ペギー・アシュクロフト                                                | 受賞       |
| 全米監督協会賞                       | 長編映画監督賞 | デヴィッド・リーン                                                    | ノミネート |

## 訳書
- 『インドへの道』 瀬尾裕訳、筑摩書房[3] 1985。ちくま文庫 1994。のちグーテンベルク21（電子書籍）で再刊
- 『インドへの道』 小野寺健訳、「著作集 4」みすず書房 1995。新編・河出文庫 2022（電子書籍も刊）

## 関連書籍
- 林節雄『20世紀西洋人のモラル 『インドへの道』注釈』北星堂書店 2006
- 立野正裕『洞窟の反響 『インドへの道』からの長い旅』スペース伽耶 2014